# Водяниста волога

1 - Склера. 2 - Судинна оболонка. 3 - Канал Шлемма. 4 - Корінь райдужки. 5 - Рогівка. 6 - Райдужка. 7 - Зіниця. 8 - Передня камера ока. 9 - Задня камера ока. 10 - Війчасте тіло. 11 - Кришталик. 12 - Скловидне тіло. 13 - Сітківка. 14 - Зоровий нерв. 15 - Зонулярні волокна.

Водяниста волога камер ока (лат. humor aquosus) — прозора желеподібна рідина, що заповнює передню і задню камери ока. За своїм складом вона схожа на плазму крові, але має менший вміст білка.

## Утворення
Водяниста волога утворюється спеціальними непігментованими епітеліальними клітинами циліарного тіла з крові. 
Людське око продукує від 3 до 9 мл водянистої вологи за добу.

## Циркуляція водянистої вологи
Водяниста волога утворюється відростками циліарного тіла, виділяється в задню камеру ока, а звідти через зіницю в передню камеру ока. На передній поверхні райдужки водяниста волога через більшу температуру піднімається доверху, для того щоб опуститися звідти по холоднішій задній поверхні рогівки. Далі вона всмоктується в куті передньої камери ока (angulus iridocornealis) і через трабекулярну сітку попадає в канал Шлемма, звідти знову у кровообіг.

## Функції
- Водяниста волога містить поживні речовини (амінокислоти, глюкозу), які необхідні для живлення неваскуляризованих частин ока: кришталика, ендотелію рогівки, тарбекулярної сітки, передньої частини скловидного тіла.

- Завдяки присутності у водянистій волозі імуноглобулінів і своїй постійній циркуляції вона сприяє видаленню потенційно факторів пошкодшення з внутрішньої частини ока.

- Водяниста волога — це світлозаломлююче середовище.

- Співвідношення кількості утвореної водянистої вологи до відведеної обумовлює внутрішньоочний тиск.

## Захворювання
Втрата водянистої вологи при порушенні цілісності очного яблука (напр. при оперативних втручаннях чи нещасних випадках) може призвести гіпотонії ока. При виникненні подібного стану необхідно якнайшвидше досягти нормальних показників внутрішньоочного тиску. Гіпотонія ока може розвинутись і при відшаруванні сітківки, цикліті.
Порушення відтоку водянистої вологи призводить до підвищення внутрішньоочного тиску і до розвитку глаукоми.